# شن چیونگ
شن چیونگ (انگلیسی: Shen Qiong؛ زادهٔ ۵ سپتامبر ۱۹۸۱) بازیکن سابق و مربی والیبال اهل چین است. وی در بازی‌های المپیک تابستانی ۲۰۰۸ شرکت کرده‌است.